# Hyperolius puncticulatus
Hyperolius puncticulatus là một loài ếch thuộc họ Hyperoliidae. Loài này có ở Kenya, Malawi, Tanzania, có thể cả Mozambique, và có thể cả Zambia.
Môi trường sống tự nhiên của chúng là rừng khô nhiệt đới hoặc cận nhiệt đới, rừng ẩm vùng đất thấp nhiệt đới hoặc cận nhiệt đới, rừng mây ẩm nhiệt đới và cận nhiệt đới, xavan ẩm, vùng cây bụi ẩm khu vực nhiệt đới hoặc cận nhiệt đới, đầm nước ngọt, đầm nước ngọt có nước theo mùa, vườn nông thôn, rừng trước đây suy thoái nghiêm trọng, và ao. Nó không được IUCN xem là loài bị đe dọa.